# Ворошилов (теплоход)
Ворошилов (название с 1962 года Ильичёвец) — советское научно-исследовательское судно, приспособленное для несения космической службы в океане. Одно из первых трёх судов космического флота.
Первоначально — грузовое судно, использовавшееся в СССР с 1933 года. Принимало активное участие в военных действиях на Чёрном море в годы Великой Отечественной войны.
Успешно приняло телеметрическую информацию во время полёта Юрия Гагарина. В 1972 году выведено из эксплуатации.

## История
Построен в 1924 году в Великобритании. Первоначальное название — «Tramore», а после первой продажи — «Принц Бразильский». В 1933 году был куплен в рамках расширения торгового флота СССР и приписан к Одесскому порту. Грузовому теплоходу было дано третье наименование — «Ворошилов» в честь Климента Ворошилова.
Совершал рейсы в Западную Европу и США. Возглавлял экипаж опытный капитан Александр Федорович Шанцберг.
В 1935 году на корабле, шедшем по маршруту Новороссийск — Лондон — Гамбург, произошёл взрыв, унесший жизни нескольких десятков моряков. До начала Великой Отечественной войны с Ворошиловым произошло ещё две аварии, последняя из которых произошла в мае 1941.

### В годы Великой Отечественной
После начала Великой Отечественной войны был переоборудован (установлены зенитные установки и т.д), экипаж прошёл военную подготовку.
«Ворошилов» при одном работающем двигателе в первом же рейсе эвакуировал более 3000 человек и оборудование джутовой фабрики и достиг Севастополя. 24 июля в составе сводного каравана под охраной сторожевых катеров вышел из Севастополя. Головное судно пароход «Ленин» налетело на мину советского минного заграждения (по другим данным было торпедировано) и пошло ко дну. Благодаря хладнокровию А. Ф. Шанцберга, пароход Ворошилов, который оказался посреди минного поля, удалось спасти.
В ходе Керченско-Феодосийской десантной операции в январе 1942 года перед торговыми судами Чёрного моря была поставлена новая задача: обеспечить бесперебойную доставку военных грузов Крымскому фронту. На протяжении 14 дней (с 25 января по 8 февраля 1942 года) в тяжелейших погодных условиях силами экипажа были разгружены танкеры «Эмба», «Серго», «Куйбышев», переброшены к причалам более 300 танков, тягачей, орудий и большое количество других воинских грузов. За эту беспримерную в истории флота операцию многие члены экипажа были удостоены высоких государственных наград, а капитан «Ворошилова» А. Ф. Шанцберг — награждён орденом Ленина. Стармех С. Безрученко был награждён боевым орденом Красного Знамени.
Во время Великой Отечественной войны в составе военизированных судов Черноморского бассейна выполнял воинские и народнохозяйственные перевозки. 29 марта 1942 года вышедший из Камыш-Буруна "Ворошилов" был поврежден авиационной торпедой, в результате попадания в трюм №2 образовалась огромная пробоина (до 40 м2 обшивки). Для спасения быстро набиравшего воду судна оно выбросилось на береговую отмель у Южной Озерейки. С помощью ледокола "Торос" был снят с отмели и отбуксирован для ремонта в Новороссийск. Второй раз "Ворошилов" затонул в Керченском проливе. Его снова подняли и поставили в плавучий железобетонный док. И уже во время ремонта на Новороссийском СРЗ 2 июля 1942 года он в ходе авианалета, получил дополнительные повреждения и затонул вместе с доком в третий раз.

### Атлантическое судно космического флота
В конце 1950-х проявилась острая необходимость в создании плавучих измерительных пунктов. В задачи специализированных судов входили поддержка радиосвязи с экипажами космических кораблей, выполнение наблюдения и управление космическими аппаратами. Были арендованы суда Министерства морского флота — «Ворошилов» (с 1962 г. «Ильичёвск»), «Краснодар» и «Долинск».
1 августа 1961 года «Ворошилов» и «Краснодар» отправились в рейс («Долинск» из-за большей скорости передвижения отправился в путь 30 августа). Корабли «Ворошилов», «Краснодар» и «Долинск» провели работу с космическими кораблями серии «Восток», предшествовавшими Востоку-1.
12 апреля 1961 года они успешно приняли телеметрическую информацию о работе бортовых систем космического корабля «Восток» и научную информацию о жизнедеятельности космонавта.
«Ворошилов» (на тот момент «Ильичёвск») выведен из эксплуатации в 1972 году.